# Krzyż Zasługi Pomocy Wojskowej
Krzyż Zasługi Pomocy Wojskowej (niem. Verdienstkreuz für Kriegshilfe) – pruskie odznaczenie nadawane cywilom i wojskowym niezależnie od stopnia, za co najmniej dwuletnią pomoc wojskową.

## Historia
Krzyż został ustanowiony 5 grudnia 1916 przez Wilhelma II. 
Za wyprodukowanie odznaczeń odpowiedzialna była norymberska firma Lauer, która wytworzyła 500 000 krzyży i 167 643 metrów wstążki o łącznej wartości 857 000 marek.
Odznaczenie wykonywane było z cynku i jego stopu nazywanego „Kriegsmetall".
Pierwszą osobą odznaczoną medalem (po samym Wilhelmie II) był Feldmarszałek Paul von Hindenburg.

## Insygnia
Odznaczenie miało kształt krzyża maltańskiego o wymiarach 41,5 x 41,5 mm z okrągłym medalionem na środku.
W centrum medalionu awersu znajdowały się litery „WR” (Wilhelmus Rex) z pruską koroną.
W medalionie rewersu widniała dewiza „FÜR KRIEGS-HILFSDIENST” (Za pomoc wojskową), a pod nią wieniec liści dębowych.